# Budki (Szydłowiec)
Pour les articles homonymes, voir Budki.
Budki [ˈbutki] est un village polonais de la gmina de Chlewiska, du powiat de Szydłowiec et dans la voïvodie de Mazovie dans le centre-est de la Pologne.
Il est situé à environ 5 kilomètres au sud-est de Chlewiska, 4 kilomètres au sud-ouest de Szydłowiec et à 112 kilomètres au sud de Varsovie.
Sa population compte approximativement 687 habitants.